# Sœurs maîtresses catholiques du Sacré-Cœur
Les Sœurs maîtresses catholiques du Sacré-Cœur (en latin : Congregatio Sororum Catholicarum Magistrarum a Sacro Corde Iesu) forment une congrégation religieuse enseignante de droit pontifical.

## Histoire
En 1919, Ignacio Valdespino y Díaz (es) (1861-1928) évêque du diocèse d'Aguascalientes (Mexique), nomme le Père José de Jesús López y González (es) (1872-1950) comme assistant des écoles primaires diocésaines pour enfants pauvres et dirigées par des laïcs.
Une fois devenu évêque d'Aguascalientes, López y González décide de répondre aux besoins de ces écoles en établissant une congrégation féminine enseignante. Elle est fondée le 28 janvier 1929 à Aguascalientes avec l'aide d'Irène Huerta Sandoval, en religion Marie Asunción du Divin Maître.
L'institut reçoit le décret de louange le 18 avril 1972.

## Activités et diffusion
Les sœurs se consacrent à l'enseignement.
Elles sont présentes en:
- Amérique du Nord : Mexique, États-Unis.
- Amérique du Sud : Pérou.
- Grandes Antilles : Haïti.

La maison-mère est à Aguascalientes.
En 2017, la congrégation comptait 180 sœurs dans 32 maisons.